# Wagtail (CMS)
Wagtail – darmowy i otwarty system zarządzania treścią (CMS) napisany w języku Python. Jest popularny wśród systemów CMS korzystających z frameworka Django. Projekt jest utrzymywany przez zespół współtwórców open-source wspieranych przez firmy na całym świecie. Projekt koncentruje się na przyjazności dla programistów, a także na łatwości użycia interfejsu administracyjnego.